# Batalla de Alhandega
La batalla de Alhandega (o de Alhándiga) fue un enfrentamiento bélico entre las tropas cristianas del Reino de León comandadas por el rey Ramiro II, y las musulmanes del Califato de Córdoba comandadas por el califa Abderramán III, que tuvo lugar en el valle del río Alhándiga, en el actual municipio salmantino de Fresno Alhándiga, lo que afianzó las posiciones leonesas entre el valle del río Tormes y el Sistema Central, permitiendo la repoblación impulsada posteriormente desde el propio año 939 por Ramiro II de León en el espacio salmantino.

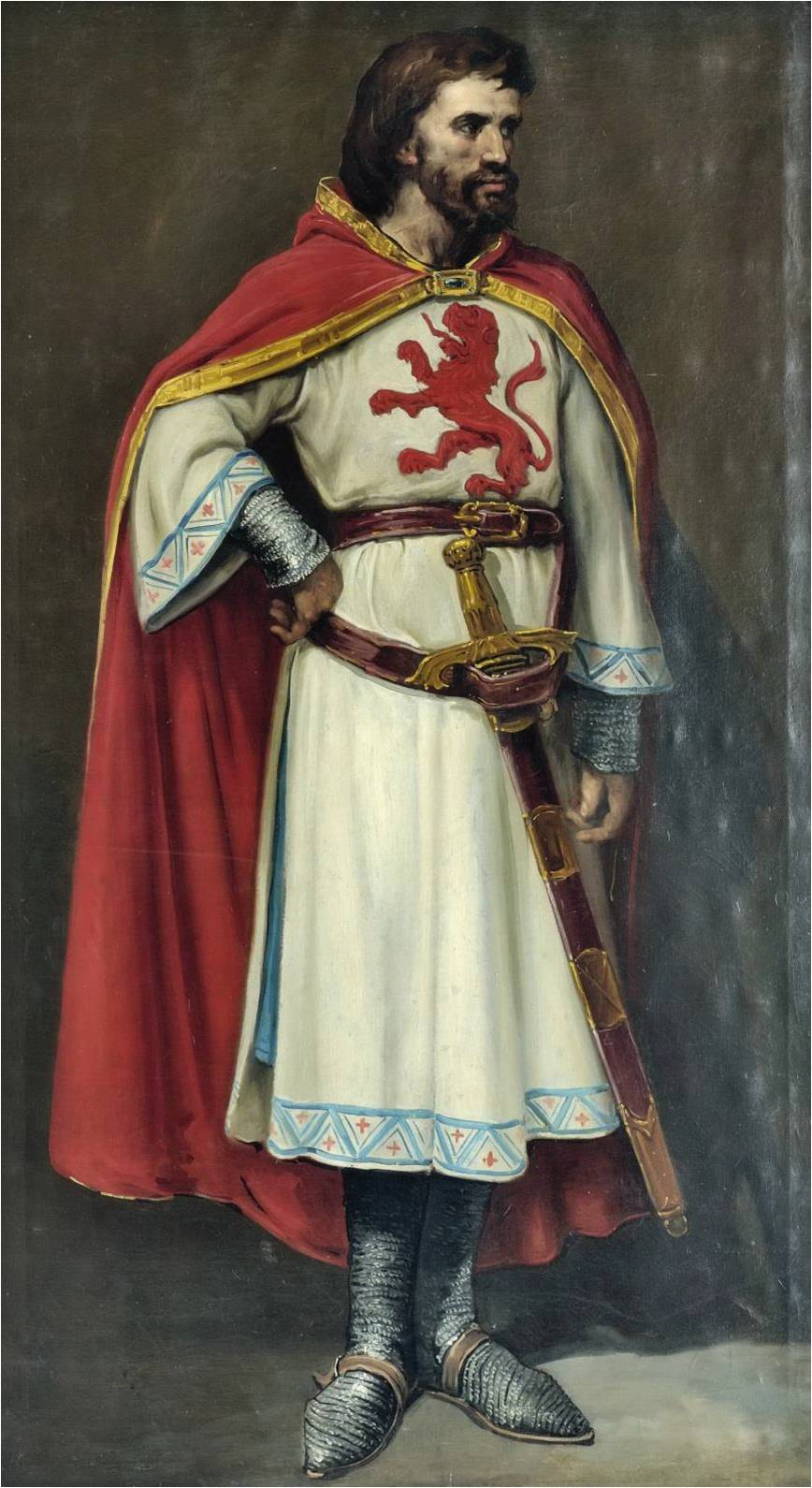
Representación pictórica del rey Ramiro II de León, vencedor de la batalla de Alhandega.

## Antecedentes
Tras la victoria leonesa sobre los andalusíes en la batalla de Simancas, los ejércitos del Califato de Córdoba emprendieron su huida hacia el sur, siendo perseguidos en su retirada por las tropas leonesas, que les dieron captura en el valle del río Alhándiga, dándose un nuevo enfrentamiento bélico.

## Batalla
La batalla de Alhandega o Alhándiga se desarrolló cerca de la vieja localidad de Alhandega o Alhándiga, cuyo nombre se traduciría como “el foso” o “el barranco”, y que debía su denominación a su ubicación en un alto sobre el barranco de Cortos (o arroyo Sanchituerto) y el río Alhándiga, expandiéndose esta antigua localidad en la zona del municipio conocida como “Los Villares”, dentro del actual municipio salmantino de Fresno Alhándiga.
En esta batalla, el ejército del Reino de León acabó por diezmar lo que quedaba de las tropas del Califato de Córdoba tras la batalla de Simancas, infringiéndoles una severa derrota de la que pudo escapar con apuros el propio califa Abderramán III, que según la crónica de Al-Muqtabis, lo hizo “abandonando su real y su contenido, del que se apoderó el enemigo”.

## Consecuencias
La victoria leonesa sobre los andalusíes en Alhándiga resultó crucial para reforzar la victoria leonesa en la batalla de Simancas, y permitió al Reino de León reforzar sus posiciones al sur del Duero, impulsando Ramiro II la repoblación de Salamanca y Ledesma, así como de otros enclaves entre la línea del Tormes y el Sistema Central.
Por su parte, en el Califato de Córdoba el califa Abderramán III acometió una reestructuración importante de su ejército, ordenando la ejecución de numerosos oficiales por considerarles incompetentes, siendo esta la última expedición militar que encabezó este califa, a pesar de que aún estuvo 22 años más al frente del Califato, hasta el 961.